# 오세올라

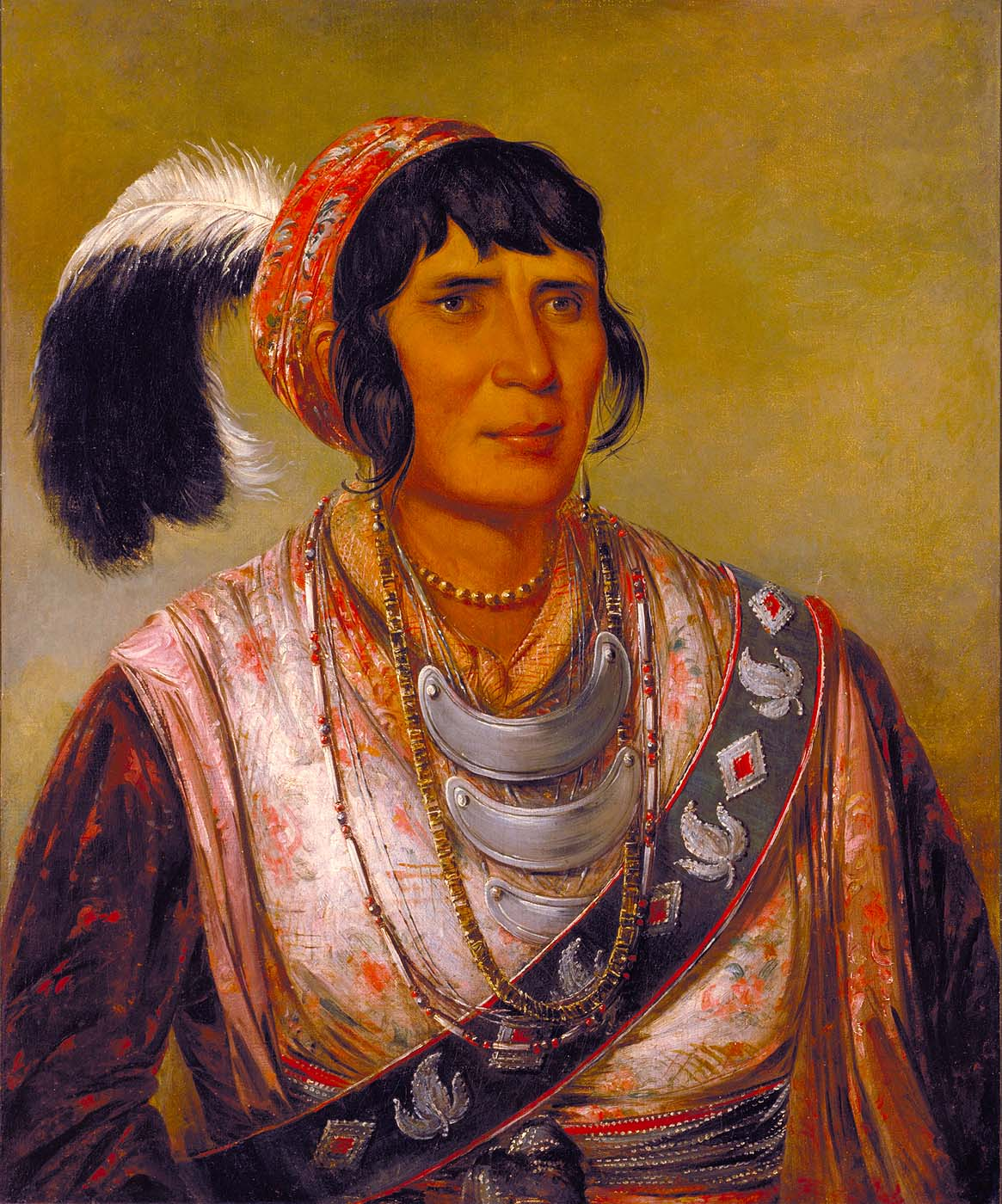
오세올라

오세올라(1804 – 1838년 1월 30일)는 플로리다의 영향력 있는 인디언 수장 중의 한 명이었다. 오세올라는 미국이 강제 이주를 시도하자 제2차 세미놀 전쟁 때 소수의 세미놀 전사를 이끌고 그들의 땅에서 저항 운동을 펼친 인디언 지도자였다. 그는 세미놀의 최고 지도자 미카노피에 큰 영향을 끼쳤다.

## 생애

### 유년기
1804년 오세올라가 현재의 앨러바마 주 탤러해시 메이콘 카운티 근처에서 태어났고, 빌리 파월이라고 이름을 지어졌다. 탤러해시 마을의 사람들은 인디언, 잉글랜드, 아일랜드, 스코틀랜드 그리고 일부는 흑인들까지 있었다. 빌리는 이러한 것을 모두 물려받았다. 그의 어머니인 폴리 카핑거는 앤 맥퀸의 딸이었으며, 그는 무스코기 족의 혈통과 스코틀랜드의 혈통을 타고 났다. 세미놀을 포함하여 많은 자료들이 오세올라의 아버지가 잉글랜드인 무역가 윌리엄 파월이라고 언급하고 있다.
오세올라의 백인 혼혈 조상은 백인과 결혼을 엄격히 금하고 있는 세미놀의 전통으로 그 당시에는 비정상적인 것이었다. 오세올라의 고조부는 제임스 맥퀸으로 스코틀랜드인이었으며, 1714년 앨러배마에서 크릭 족과 최초를 무역을 했던 사람이었다. 그는 그 지역에 정착을 했으며, 크릭 족과 밀접한 관계를 맺고 있었다. 그는 앨러배마 프랜클린에 있는 크릭 인디언을 위한 감리교 교회당 근처의 인디언 묘지에 묻혔다. 제임스 맥퀸의 딸인 앤은 호세 코핑거와 결혼을 했다. 그들의 딸 폴리가 오세올라의 어머니이다. 오세올라 자신은 순혈 무스코기 족이라고 주장했다.
1814년 오세올라와 그의 어머니는 다른 크릭 부족민들과 함께 앨러배마에서 플로리다로 이주를 했다. 성인이 되자 그는 크릭어 아시야홀라(asi-yahola)의 영국식 발음인 오세올라(Osceola)라는 이름을 받게 되었다. 이것은 참나무로 만든 의식용 검은 음료 ‘아시’(asi)와 고함 또는 함성을 뜻하는 ‘야홀라’(yahola)의 합성어였다.

### 저항군 지도자
1832년 세미놀 수장들 중 일부가 패인즈 랜딩 조약에 서명을 했다. 그것에 의거하여 그들은 미시시피강 서부의 땅을 받는 대가로 플로리다의 땅을 포기하는 것에 동의를 한 것이다. 알라추아 세미놀 부족의 미카노피를 포함한 다섯 부족의 영향력있는 주요 수장들은 이주에 동의를 하지 않았다. 보복으로 인디언 협상 대리인이었던 윌리 톰슨은 그들의 지위를 박탈한다고 선언을 했다. 세미놀 부족과의 관계가 악화되자 톰슨은 세미놀 부족에 대한 총기류의 판매를 금지시켰다. 떠오르는 부족의 젊은 전사 오세올라는 특히 그러한 금지 조치에 분개를 하였다. 그는 자신들이 흑인 노예 취급을 받는다고 생각했다.
오세올라는 두 명의 아내와 5명 이상의 자식들이 있었다. 그들 중 한명은 흑인이었고, 자유민의 노예화에 격렬히 반대를 했다. 그럼에도 불구하고, 톰슨은 오세올라는 친구로 여겼으며, 그에게 라이플을 주었다. 그러나 이후 오세올라가 톰슨과 싸우게 되었을 때 톰슨은 톰슨은 그를 하룻 밤 동안 킹 요새에 감금을 시켰다. 다음 날 석방을 위해 오세올라는 패인즈 랜딩 조약을 준수하겠다고 동의를 했으며, 그의 동료들을 데리고 오게 했다. 1825년 12월 28일 오세올와 그의 동료들은 포트 요새 밖에서 매복을 해서 윌리톰슨과 기타 6명을 살해한다.

### 포획

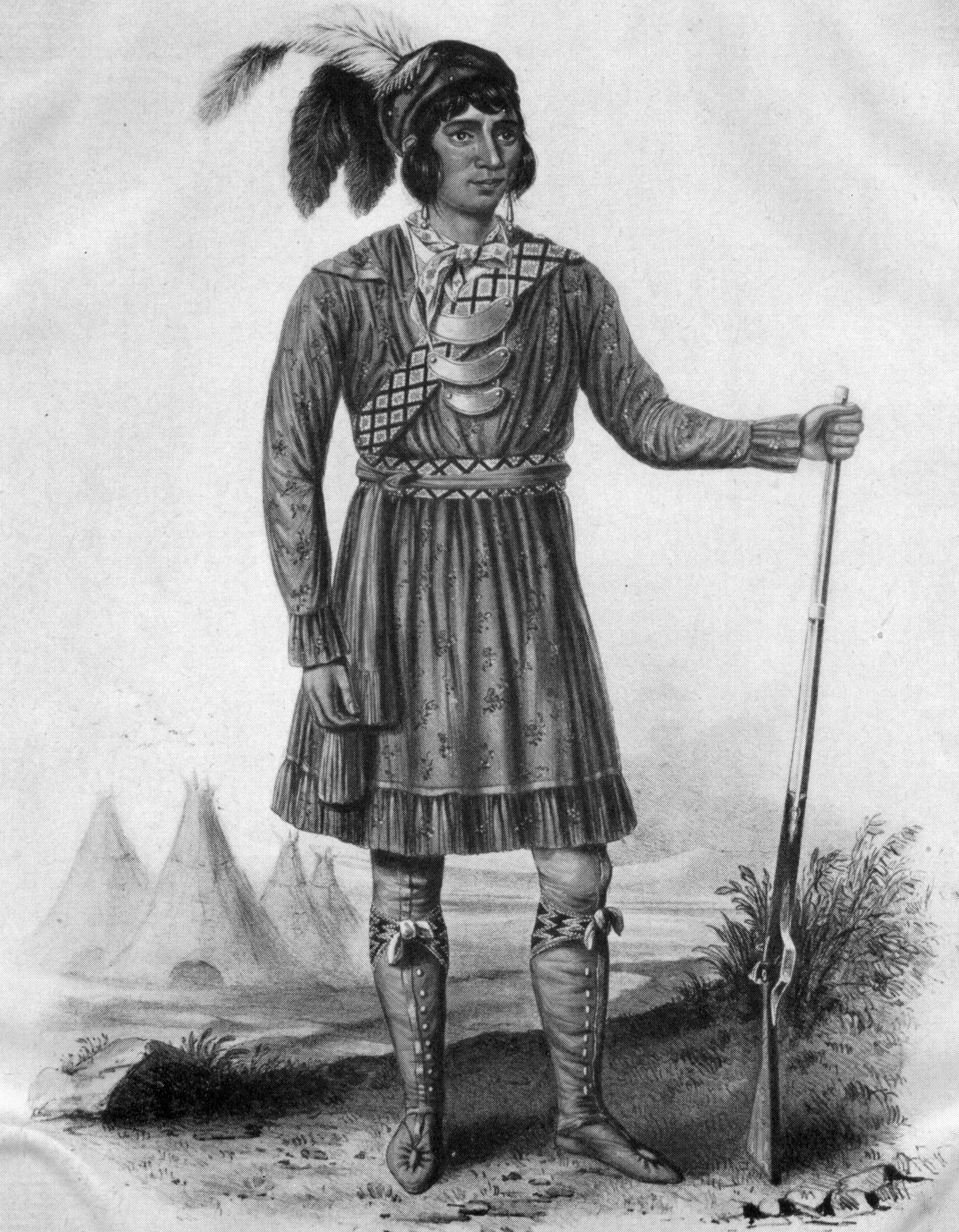
Osceola. (1838 석판화)

1837년 10월 21일, 미국의 토마스 시드니 제섭 장군의 명령으로 오세올라는 페이튼 요새에 정전 협정을 위해 도착했을 때 체포를 당하게 된다. 그는 플로리다주 세인트 오거스틴에 있는 매리온 요새에 투옥되었다. 기만적인 오세올라의 체포는 전국적인 분노를 불러와서, 제섭 장군과 정부를 비난하였다. 그해 12월 오세올라와 다른 세미놀 죄수들은 사우스캐롤라이나에 있는 몰트리 요새로 이감되었다.
조지 캐틀린과 다른 뛰어난 화가들이 그를 만나서 초상화를 그리도록 설득을 하였다. 로버트 J. 커티스도 오세올라의 초상화를 유화로 그렸다. 이 그림은 많은 다른 그림과 조각과 시가 스토어 인물화에도 영감을 주게 된다. 이후 플로리다 주에는 오세올라 카운티를 포함하여 수 많은 랜드마크가 생기게 된다. 아이오와주와 미시간주은 그를 따서 이름을 지었고, 플로리다의 오세올라 국립 조림지도 마찬가지이다.
1838년 1월 30일 오세올라는 체포된 지 3개월도 되지 않아서 말라리아로 사망했다. 그는 육군장으로 몰트리 요새에 묻혔다.

## 문학

### 영화
- Naked in the Sun (1957), 오세올라의 삶과 제2차 세미놀 전쟁
- Osceola - Die rechte Hand der Vergeltung (1971)
- 《오세올라 이야기》, 데니스 크로스

### 음악
- Seminole Wind (1992년)

## 같이 보기
- 제2차 세미놀 전쟁